# Zarinja
Zarinja (en arménien Զարինջա) est une communauté rurale du marz d'Aragatsotn, en Arménie. Elle compte 648 habitants en 2009.